# Arapaso
Gli Arapaso  sono un gruppo etnico del Brasile con una popolazione stimata in 569 individui nel 2005 (Funasa).

## Lingua
Parlavano la lingua Arapaso che appartiene alla famiglia linguistica Tucano ma oggi fanno uso soprattutto della lingua tucano.

## Insediamenti
Vivono nello stato dell'Amazonas, nei pressi del fiume Uaupés, in villaggi come Loiro, Juca Paraná e São Francisco. Parecchie famiglie vivono anche sul fiume Negro e nel villaggio di São Gabriel. Sono strettamente correlati al gruppo dei Tucano.